# Albumorienterad rock
Albumorienterad rock (AOR) är en genre inom rockmusik. Musiken är melodiös och välarrangerad och flera av banden har utgjorts av studiomusiker, vilket enligt vissa kritiker medförde att musiken kunde bli alltför polerad i sin framtoning. Den första AOR-plattan som nådde stora framgångar var Bostons självbetitlade debutplatta från 1976 som innehöll superhiten "More Than a Feeling". Exempel på grupper som senare nått stor framgång är Journey, Foreigner och Toto. Genren är stundtals svårdefinierad då allt ifrån mjukare västkustrock till hårdare melodiös hårdrock ofta får benämningen.
AOR var som mest populär från slutet av 1970-talet och in på början av 1990-talet tills grungen fick ett kommersiellt genombrott i och med Nirvanas storsäljande album Nevermind vilket gjorde att melodiösa grupper som förknippades med AOR-soundet ansågs förlegade, och flera band fick svårt att överleva den rådande trenden. Genren har dock fått en förnyad popularitet på senare år, där bland annat svenska band som H.E.A.T fört genren vidare in i 2000-talet.

## Kända band och artister
- Phenomena
- Journey
- Foreigner
- Boston
- Toto
- Survivor
- Styx
- Def Leppard
- FM
- Queen